# (60558) Эхекл
(60558) Эхе́кл (лат. Echeclus) — небольшой астероид из группы кентавров, также известный как комета 174P/Эхекл. Он был открыт 3 марта 2000 года группой американских астрономов в составе Джеймса Скотти, A. E. Gleason, J. L. Montani и M. T. Read во время работы в обсерватории Китт-Пик в рамках проекта Spacewatch. Он был описан как звёздоподобный объект 21,0 m звёздной величины и получил временное обозначение 2000 EC98, а чуть позже порядковый номер и название. Поскольку орбита объекта указывала на его принадлежность к группе кентавров, то и имя он получил в честь мифического кентавра Эхекла, погибшего в битве с лапифами.

Орбита астероида Эхекл и его положение в Солнечной системе

Однако, 30 декабря 2005 года американские астрономы Y.-J. Choi и P. R. Weissman после проведения 600-секундной экспозиции данного объекта с помощью 5-метрового телескопа Паломарской обсерватории получили снимок этого объекта, на котором у него просматривалась слабая кома в 20 " угловых секунд в поперечнике при общей магнитуде 17,5 m. 1 и 2 января 2006 года Давид Полишук в обсерватории Вайза получил подтверждающие снимки, что, чуть позже, позволило астрономам МАС отнести этот объект также и к классу комет. А поскольку на тот момент уже были найдены данные о его наблюдениях в 1980 году, то ему был присвоен и порядковый номер 174P. Комитет по номенклатуре малых тел решил оставить комете P/2000 EC98 то же имя, что уже закрепилось за ним пока он числился астероидом. Это уже не являлось прецедентом, поскольку чуть ранее аналогичная ситуация сложилась с астероидом (2060) Хирон, когда у него также обнаружили кометную активность.
Помимо данного тела подобный двойной статус (одновременно и кометы, и астероида) имеют ещё семь объектов: (2060) Хирон (95P/Chiron), (7968) Эльст — Писарро (133P/Elst–Pizarro), (4015) Вильсон — Харрингтон (4015 Wilson-Harrington), (323137) 2003 BM80 (282P/2003 BM80), (300163) 2006 VW139 (288P/2006 VW139), (457175) 2008 GO98 (362P/2008 GO98) и (118401) LINEAR (176P/LINEAR).

## Взрывная сублимация
Первая орбита была опубликована 15 марта 2000 года британским астрономом Брайаном Марсденом и на основании 15 позиций, полученных в период с 3 по 14 марта, давала предварительные оценки даты перигелия — 3 марта 2000 года и периода обращения вокруг Солнца — 95 лет. К 19 февраля 2001 года накопилось достаточно данных, чтобы существенно уточнить орбиту астероида, согласно которой прохождение перигелия должно было состояться лишь 30 мая 2015 года, а период обращения сокращался до 35,1 года. И в этом же году были предприняты первые поиски кометной активности у астероида: 26 и 27 апреля французские астрономы П. Руссело и Ж. М. Пети с помощью 3,5-метрового телескопа Безансонской обсерватории провели наблюдения данного кентавра, но никакой активности обнаружено не было.
После того как в самом конце в 2005 года кометная активность всё же была обнаружена, среди астрономов произошёл всплеск интереса к этому объекту, что было вызвано не столько обнаружением кометной активности как таковой, сколько причинами её породившими. В этот день помимо комы рядом с кометой был обнаружен довольно крупный фрагмент, его отделение от основного тела сопровождалось выбросом большого количества газа и пыли, которые и привели к резкому увеличению яркости до 14,4 m звёздной величины. Само по себе это явление не было уникальным, кометы часто распадались и раньше, но обычно это происходило либо вблизи перигелия в результате солнечного нагрева, либо при сближении с крупной планетой под действием её гравитации. С Эхелом же ситуация было принципиально иная, — его разрушения произошло, когда он находился уже в 13 а. е. от Солнца, вдали от крупных планет. Такое поведение у кометоподобных объектов раньше не наблюдалось. Учёные полагают, что причиной является взрывная сублимация угарного газа СО, который испаряется при 80 °К, — то есть как раз при той температуре которая и господствует на таком расстоянии от Солнца. Как показали исследования 2016 года, общее содержание СО на поверхности кентавров в 10-50 раз больше, чем в обычных кометах, что хорошо объясняет их более низкую активность. В то же время, наблюдаемая скорость образования СО вполне достаточна, чтобы объяснить формирование наблюдавшейся в 2001 году комы. По данным японского астронома Сёити Есида, наблюдавшего комету с помощью своего 0,4-метрового телескопа, к 8 января 2001 года её размер достигал значения в 0,5 ' угловых минут в поперечнике. По более поздним оценкам учёных размер образовавшегося газопылевого облака превысил 100 000 км. Наблюдения, выполненные несколько месяцев спустя (в ночь со 2 на 3 апреля), американскими астрономами S. Tegler, G. Consolmagno и W. Romanishin с помощью 1,8-метрового телескопа, показали слабую кому до 2 ' угловых минут в поперечнике.
Ещё одна загадочная особенность заключалось в том, что из самого фрагмента выходило гораздо больше газа и пыли, чем из родительского тела. В результате разрушения обнажаются глубинные слои, в которых может содержаться большое количество нетронутых летучих веществ и, логично ожидать, примерно одинаковую активность у обоих фрагментов, по факту же, ядро выглядит гораздо менее активным.
В июне 2011 года, возможно, имела место ещё одна вспышка. Сначала едва заметная кома была зафиксирована на снимках, полученных 1 июня австралийской обсерваторией Tzec Maun Observatory, затем ещё ряд снимков был получен там же 9 июня. Эти данные были подтверждены 10 июня наблюдением Эхекла сразу с двух 2-метровых телескопов в обсерваториях Халеакала и Сайдинг-Спринг. На тот момент кентавр находился в 8,5 а. е. от Солнца. На снимках 24 июня заметно, что кома хотя и присутствует, но уже намного слабее и едва различима на фоне неба. Ещё одна вспышка была зафиксирована в ночь с 6 на 7 декабря 2017 года, при этом его яркость на 4 величины превысила расчётную. На тот момент он находился в 7,3 а. е. от Солнца.

## Сближения с планетами
Кентавр движется вокруг Солнца в пространстве между орбитами Юпитера и Урана, и поэтому единственной планетой, чью орбиту она может пересекать, является Сатурн. Кентавры имеют короткую динамическую жизнь из-за сильных взаимодействий с планетами-гигантами. По оценкам астрономов «период полураспада» для Эхекла составляет около 610 000 лет, — то есть если в ближайшие 0,61 млн лет шансы остаться на данной орбите у него будут около 50 %, то в последующие 0,61 млн лет они снизятся уже до 25 % и так далее. Тем не менее, пока Эхеклу везло, и за последние два века он ни разу не подходил к Сатурну ближе чем на 1 а. е. Ближайшее такое сближение ожидается лишь в конце XXI века.
- 0,74 а. е. от Земли 28 января 2090 года.